# Выгозеро
Вы́гозеро (Выгозе́рское водохрани́лище) — водохранилище в Сегежском районе Республики Карелия, Россия. Водохранилище создано при строительстве Беломорско-Балтийского канала в 1933 году путём подпора реки Нижний Выг и Выгозера. При этом уровень воды поднялся на 7 метров, что вызвало увеличение площади водоёма более чем в два раза. Объём воды — 7,2 км³. Площадь поверхности — 1251 км².
Замерзает в середине ноября, вскрывается в середине мая.

## География
Выгозеро вытянуто с северо-запада на юго-восток. Крупные заливы: Майгуба, Надвоицкая губа, Сенная губа, Муногуба, Торкова губа, губа Пушка, Вянегуба, Койкиницкий залив, Якостровское Выгозеро, Боброво озеро. Береговая линия извилиста. На озере 529 островов общей площадью 126 км², крупнейшие из которых — Сиговец, Шоста, Большой Ями, Каменная сельга, Сулимова сельга.
Берега каменистые, в северной части возвышенные, в южной части низкие.
В прибрежной зоне грунты каменистые, в центральной зоне — илистые. Высшая водная растительность представлена осокой, хвощом и кубышкой.

### Бассейн
Притоки:
- Верхний Выг
- Вожма
- Сегежа
- Муром
- Ней
- Унежма
- Викша
- Курикша
- Кяменка
- Батаев
- Саморека
- Тянукса
- Ундужа
- Шигеренджа

К бассейну Выгозера также относятся: залив Коровья губа и озёра Укон, Кяргозеро, Уросозеро.
Вытекает река Нижний Выг.

## История

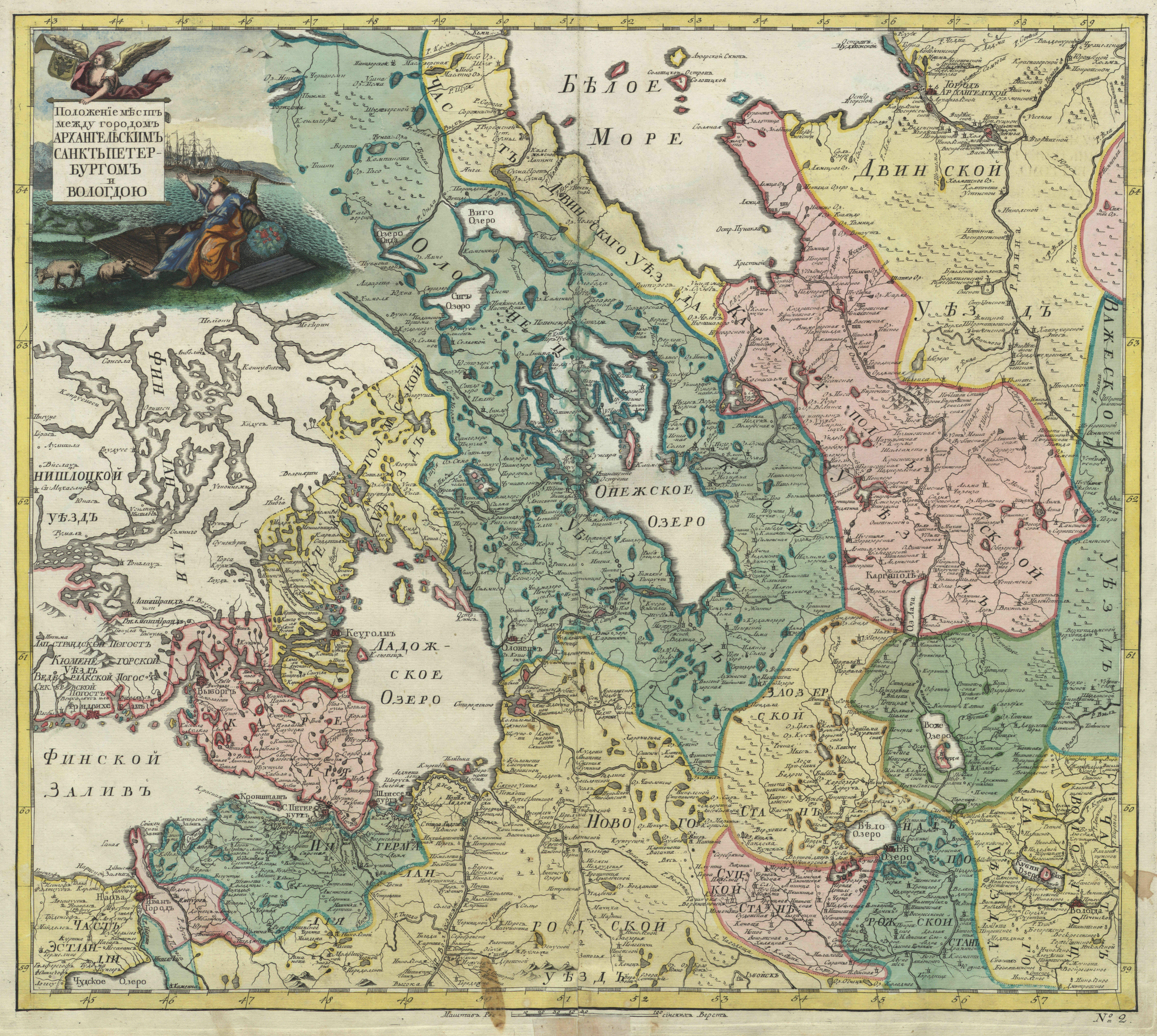
На карте юга Олонецкого уезда, 1745 год

Во времена господства Великого Новгорода Выгозеро относилось к территории Обонежья (Обонежская пятина). После вхождения Новгорода в 1478 году в состав централизованного Русского государства жители деревень близ Выгозера подчинялась новгородским наместникам и воеводам. В 1649 году все Заонежские и Лопские погосты были выведены из состава Новгородского уезда и объединены в одно воеводство с центром в городе Олонце — Олонецкий уезд.
В труде «Ядро Российской истории», написанном А. И. Манкиевым до 1715 года, так упомянуто озеро:
Здесь примѣчать достойно, что Корелія, или Корельская земля, встарь великая была провинція и уезд, которая отъ Запада рѣкою Кименемъ и озером Піенде, отъ Востока озером Очегою и двѣмя рѣками, ождною, которая изъ Виго озера въ Бѣлое Сѣверное море впадаешъ, и называется Сорока рѣка, а другою Повенцомъ, впадающею въ Онегу озеро къ Югу…
С 1776 года относится к территории Паданского уезда, в 1782 году переименованного в Повенецкий уезд. В 1801 году создана Олонецкая губерния. Выгозеро относилось к территории Петровско-Ямской волости.
С 1912 по 1915 годы Управлением землеустройства России были проведены исследования по рекам Выг и Сегежа, связанные с перспективой использования их в энергетических целях. По итогам работы был создан проект использования гидравлической силы реки Выг.
В 1914—1915 годах общество «Северный белый уголь» провело съёмку озера Выгозеро и геологические работы, открыло ряд постоянных водомерных постов.
В 1926—1927 годах в районе северной части Выгозера и реки Выг велись серьёзные землеустроительные работы.

### Водохранилище

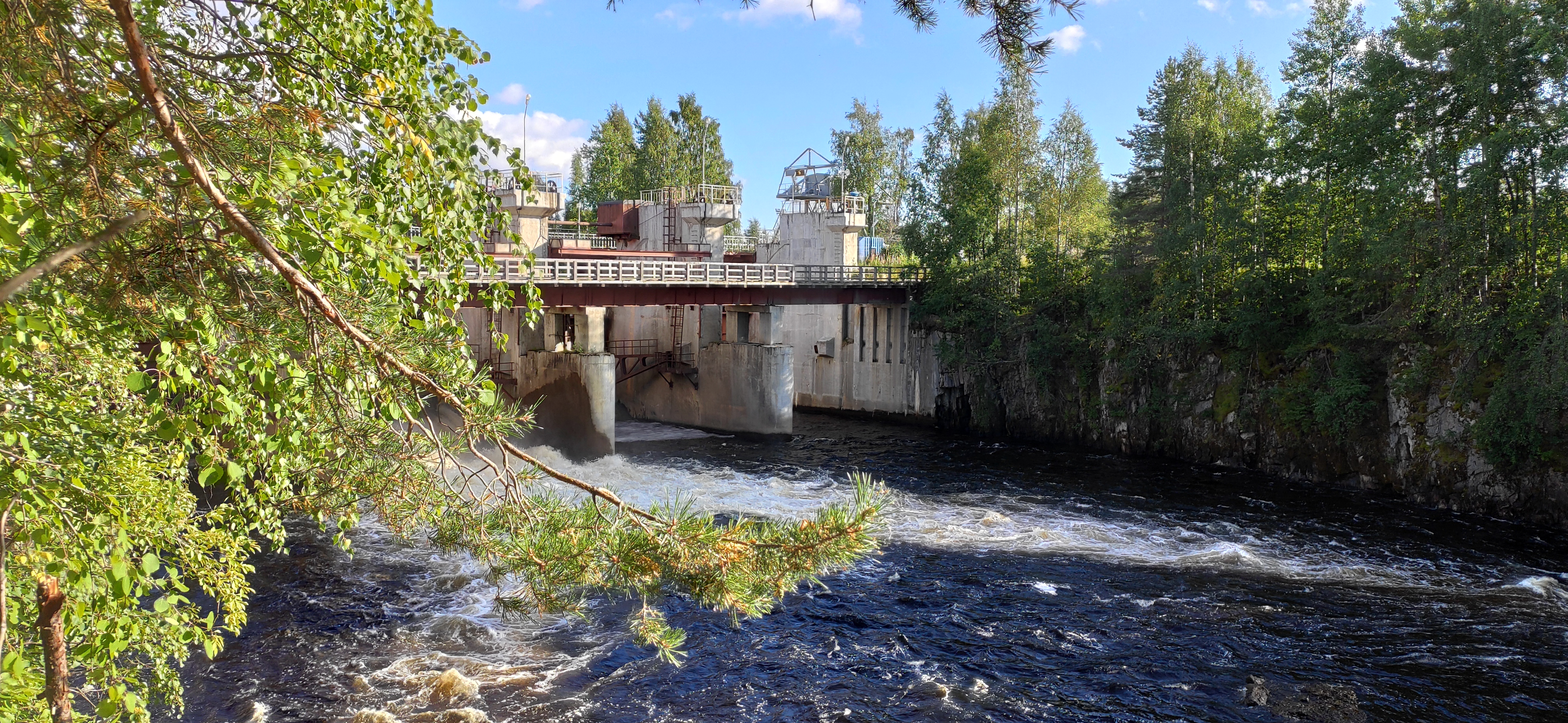
Плотина № 21 в Надвоицах.

В 1931 году началось строительство Беломорско-Балтийский канал. В 1932 году у истока реки Нижний Выг близ деревни Надвоицы была построена плотина, рядом с ней — шлюз № 10. Уровень воды в озере был поднят на 6 метров. Затопление водохранилища до проектной отметки было закончено в 1933 году. При этом уровень воды поднялся на 7 метров, что вызвало увеличение площади водоёма более чем в два раза. Превращение Выгозера в водохранилище вызвало затопление большой территории лесных и болотных массивов и повлекло за собой значительные изменения в гидрологическом и гидрохимическом режиме водоёма. Было затоплено 73 800 га окружающей его площади.
Глухая Надвоицкая плотина подняла нормальный подпертый горизонт Ондского бьефа до уровня озера Выгозеро, а соединительный канал между ними переключил сток реки Онды в озеро Выгозеро.
В 1950-е и 1960-е годы севернее и ниже по течению реки Нижний Выг был построен каскад ГЭС, включающий 5 электростанций: Ондская ГЭС, Палокоргская ГЭС, Маткожненская ГЭС, Выгостровская ГЭС, Беломорская ГЭС.

## Судоходство
Водохранилище судоходно. Имеются грузовые линии. Крупнейшие поселения на озере — город Сегежа и посёлок Надвоицы.
История судоходства на озере
Пассажирское судоходство началось в 1929 году, когда окружная контора связи направила для работы на озере катер «Любович», он перевозил почту грузы и пассажиров. В 1930-х годах имелись линии Повенец—Медгора—Надвоицы (Выгозеро) парохода «Трамвай-2» Северо-Западного речного пароходства, в 1950—1960-х годах — пароходов «Чапаев», «Роза Люксембург», теплоходов «Лещ», «Мо-94», в 1960—1980-х гг. — теплохода Ом-337, в 1980—1990-х годах — теплохода «Московский-23» Беломорско-Онежского пароходства на линиях Надвоицы—Сегежа—Валдай—Вожмогора—Петровский Ям, Сегежа—Полга, Сегежа—Сенная Губа.
С 1935 года через озеро проходит туристическая линия по Беломорско-Балтийскому каналу.

## Растительный и животный мир
В водоёме обитают щука, лещ, ряпушка, сиг, окунь, плотва, налим, язь и др.

## Фотографии

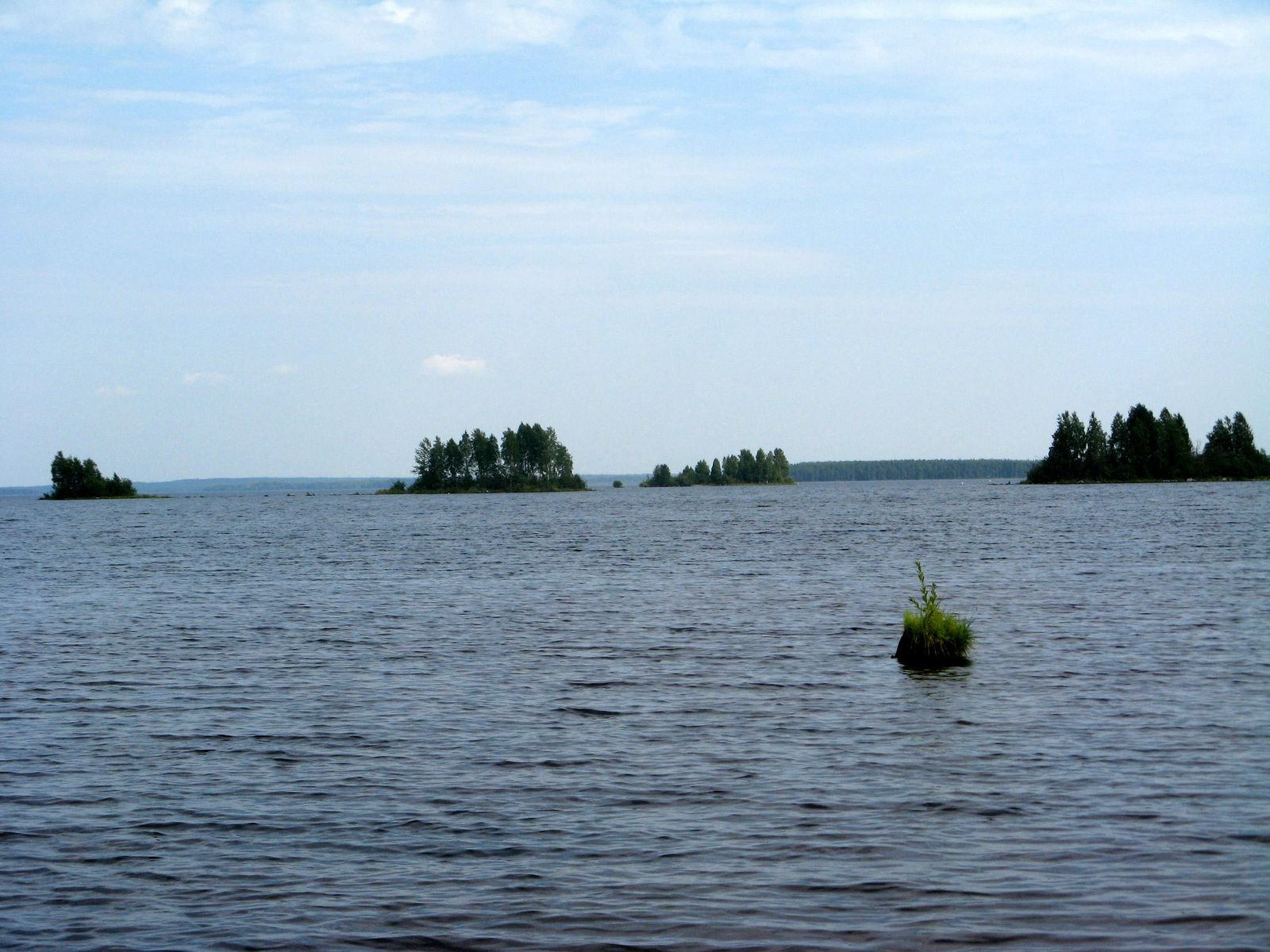
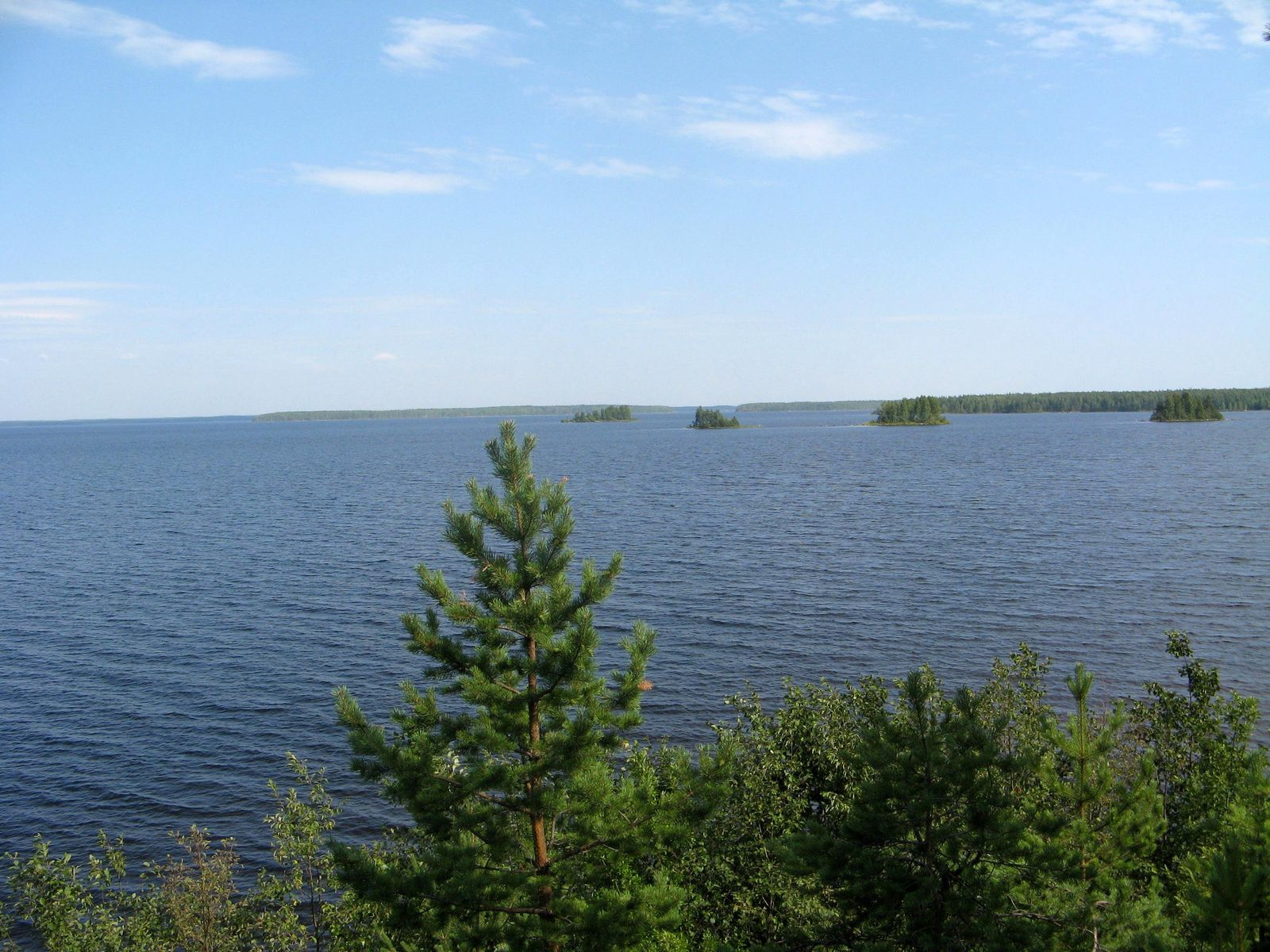
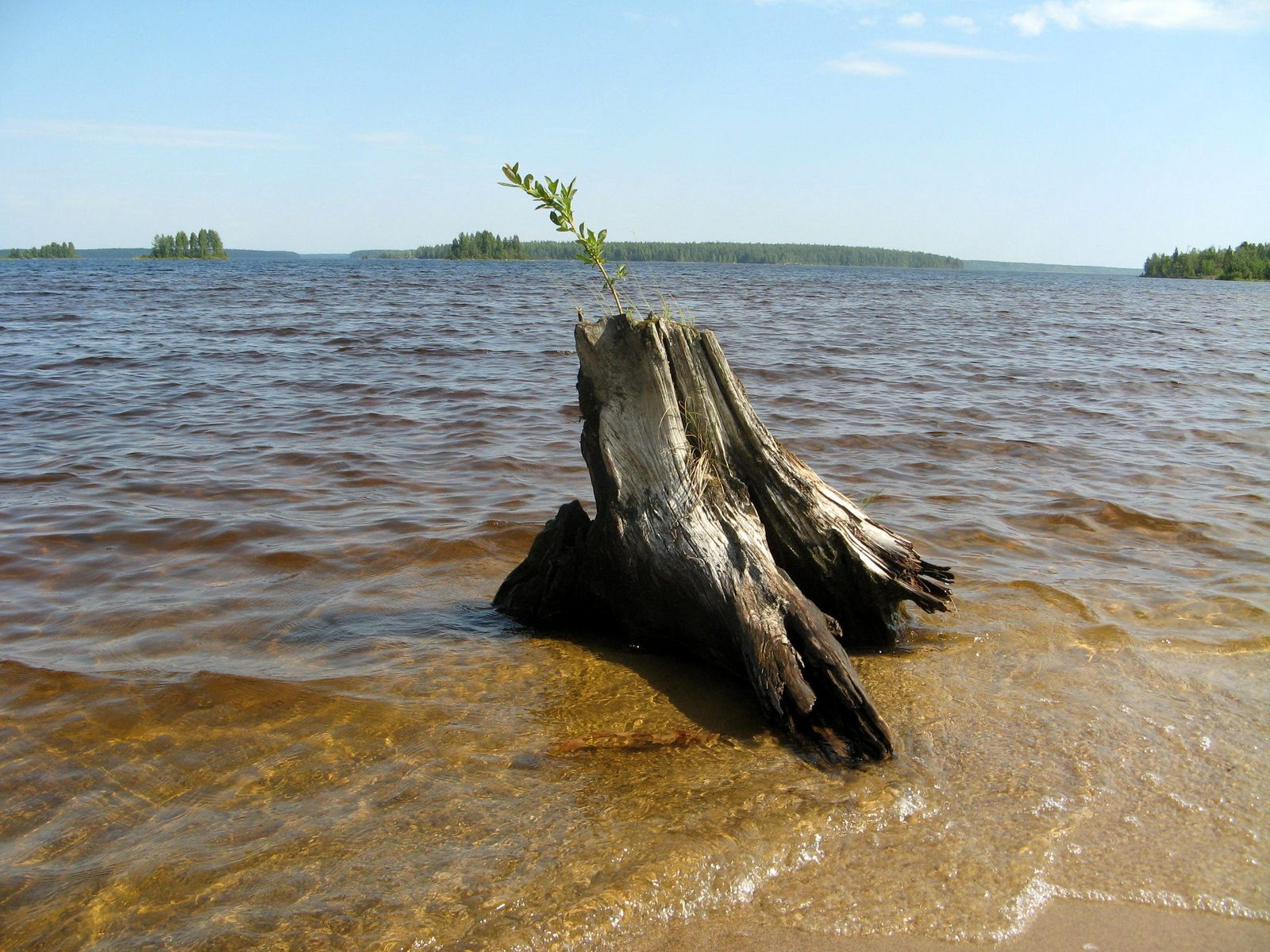

## Панорама

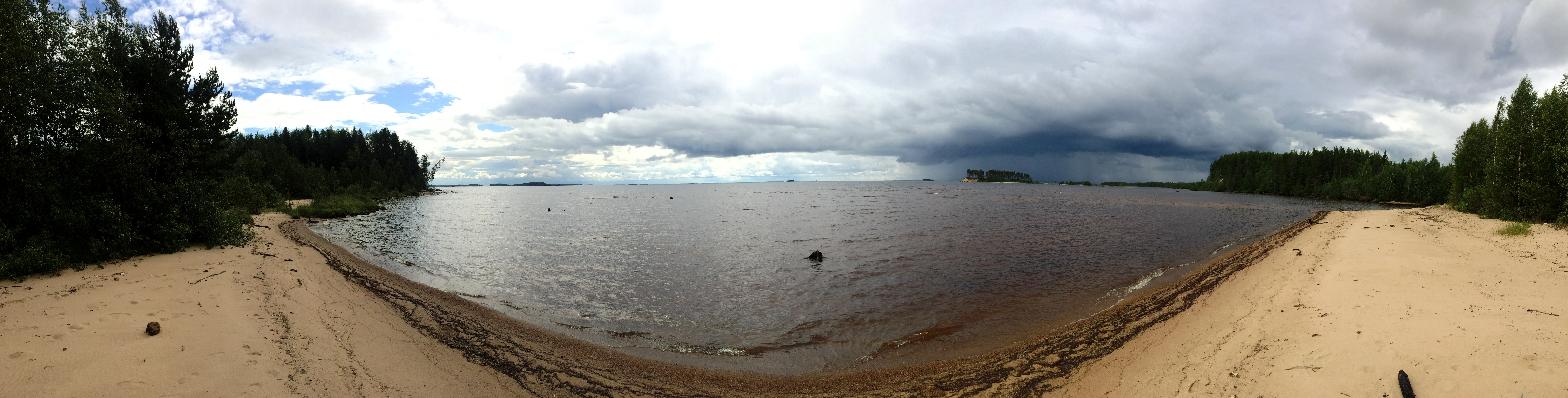
Перед грозой

## Справка
| Озеро             | Площадь поверхности воды, км² | Объём, км³ | Страна           |
| ----------------- | ----------------------------- | ---------- | ---------------- |
| Ладожское         | 17 678                        | 908        | Россия           |
| Онежское          | 9720                          | 285        | Россия           |
| Венерн            | 5550                          | 180        | Швеция           |
| Чудско- Псковское | 3550                          | 25,2       | Россия · Эстония |
| Веттерн           | 1900                          | 72         | Швеция           |
| Сайма             | 1800                          | 36         | Финляндия        |
| Белое             | 1290                          | 5,2        | Россия           |
| Ильмень           | 1200                          | 12,0       | Россия           |
| Меларен           | 1140                          | 10,0       | Швеция           |
| Выгозеро          | 1140                          | 7,1        | Россия           |
| Пяйянне           | 1065                          | 18,1       | Финляндия        |
| Инари             | 1000                          | 28,0       | Финляндия        |

## Исторические факты
- В районе Выгозера фольклорист А. Ф. Гильфердинг в 1870-х годах записал часть русских былин, которые составили книгу «Онежские былины (Русский Север)»[10][11].
- В августе—октябре 1938 года на острове Горелый Выгозера производились массовые расстрелы заключённых Белбалтлага[12].